# Hexatoma atrodorsalis
Hexatoma atrodorsalis är en tvåvingeart som först beskrevs av Alexander 1927.  Hexatoma atrodorsalis ingår i släktet Hexatoma och familjen småharkrankar. Inga underarter finns listade i Catalogue of Life.